# 11098 Ginsberg
11098 Ginsberg (1995 GC2) là một tiểu hành tinh vành đai chính được phát hiện ngày 2 tháng 4 năm 1995 bởi Spacewatch ở Kitt Peak.